# Pegaz
 Ovo je glavno značenje pojma Pegaz. Za druga značenja pogledajte Pegaz (razdvojba).
Pegaz (grč.: Πήγασος, Pégasos) u grčkoj mitologiji bio je krilati konj, Posejdonov (u njegovoj ulozi boga konjâ) i Meduzin sin.

## Etimologija
Pegazovo grčko ime Πήγασος Heziod povezuje s riječju πηγή, pêgế = "izvor", "vrelo". Naime, gdje god da je taj konj udario kopitom tlo, nastalo bi vrelo – primjerice – na Helikonu izvor Hippocrene ("konjev izvor") i drugi u Trezenu.
Najvjerojatnije ime potječe od luvijske riječi pihassas = "munja" ili pihassasas = "bog vremena i munje". I kod Hezioda Pegaz služi kao donosilac munja Zeusu.

## Karakteristike
Pegaz je živio na visokim planinama, ponajviše na Helikonu, domu Muza. Letio je brzinom vjetra. Bio je prekrasan, snažan i jakih kopita – kad se jednom spotaknuo i udario kopitom po zemlji, nastao je izvor – Hipokrena ("konjski izvor"). Bio je također i nježan i mudar, čista srca – mogao je odletjeti sve do Olimpa.
Pegaz je donio Zeusu munje, a nakon Belerofontove smrti vratio se na Olimp pomagati bogovima. Poslije se oženio Euipom s kojom je začeo naraštaj krilatih konja.

## Mitologija

### Rođenje
Prema nekim izvorima, Pegaz je iskočio (zajedno sa svojim bratom Hrisaorom) iz Meduzina vrata nakon što joj je Perzej odsjekao glavu, dok je prema drugima nastao iz zemlje na koju je prolivena Meduzina krv. Atena je uhvatila Pegaza i odvela ga Muzama na Parnasu.

### Belerofont
Belerofont je morao ubiti čudovište Himeru sastavljenu od lava, koze i zmije sa zmajevom glavom. Prorok mu je rekao da je može ubiti samo uz Pegazovu pomoć i da mora spavati u Ateninu hramu. U snu mu se ukazala božica koja mu je poklonila zlatnu uzdu kojom će obuzdati i pripitomiti Pegaza. Belerofont je došao na Helikon i prišao mu dok je pio s vrela Pirene te ga obuzdao zlatnom uzdom. U drugoj se inačici govori da ga je Atena već pripitomila i dovela Belerofontu, a u trećoj da mu ga je darovao njegov otac Posejdon.
Pegaz je pomogao Belerofontu u borbi protiv Himere i Amazonki. Ubio je Himeru strijelama iz zraka leteći na Pegazu. Nakon ove pobjede osjećao se moćno te se odlučio uzdići bogovima na nebo, da provjeri ima li bogova na Olimpu. Pegaz je znao da to nije u redu, ali poslušao ga je i uzletio. Zeus se rasrdio i poslao obada/bjesnilo na Pegaza te se Belerofont strmoglavio s njega i umro. Druga je inačica mita ta da je Zeus Belerofonta pogodio munjom.
Potom se sažalio nad Pegazom i pretvorio ga u zviježđe Pegaz. Jedno je pero iz njegovih krila palo na tlo i tako je nastao grad Tarsus. Prema drugoj inačici Zeus ga je darovao Eji, a prema trećoj pomagao mu je na Olimpu i donosio munje iz Hefestove kovačnice.

## Vanjske poveznice
- Pegaz u klasičnoj literaturi i umjetnosti (engl.)